# Герці Га-Леві
Герці Га-Леві; івр. הרצי הלוי повне ім'я: Герцль Га-Леві або Герцль «Герці» Галеві (івр. הרצל הלוי; нар. 17 грудня 1967, Єрусалим, Ізраїль) — начальник Генерального штабу Армії оборони Ізраїлю (з 16 січня 2023 року).

## Життєпис

### Походження та навчання
Герці (Герцль) Га-Леві народився 1967 року в Єрусалимі в родині Хаїма Шалома Га-Леві та Цілі (уродженої Ха-Коен Кук), переконаних прихильників ревізіонізму. Хаїм Шалом Га-Леві (Гордін), уродженець українського Берестя, був активістом «Батальйону захисників мови», надалі бійцем підпільної організації «Ірґун», а потім захистив науковий ступінь доктора філософії і обійняв посаду заступника директора медичного центру «Хадасса». З часом, Шломо став власником компанії з послуг консалтингу та просування підприємницьких проєктів та протягом 10 років обирався членом міської ради Єрусалиму. Мати Циля, бактеріолог за спеціальністю, була донькою рабина Дова Ха-Коена Кука (брата рабина Авраама Іцхака Кука, творця концепції релігійного сіонізму).
Мати Га-Леві, Ліна, працювала вчителькою фізкультури в середній школі при Єврейському університеті в Єрусалимі. Її сімейство, Мізрахі-Цореф (Mizrachi Los Plateros), налічувало чотирнадцять поколінь в Єрусалимі.
Га-Леві був названий Герцлем на честь свого дядька, Герцля (Герці) Га-Леві, що загинув у боях за Єрусалим під час Шестиденної війни.
Га-Леві — молодший в родині із двох синів. Його старший брат Амір (нар. 5 жовтня 1965 року) з травня 2013 по грудень 2021 року обіймав посаду генерального директора Міністерства туризму Ізраїлю.
У перші роки свого життя Га-Леві жив зі своєю родиною в районі Німецької колонії в Єрусалимі. Коли Герці виповнилося чотири роки, родина переїхала на вулицю Рамат-ха-Голан у побудованому після Шестиденної війни єрусалимському районі Рамат-Ешколь.
Здобув релігійне виховання, навчався в державній релігійній школі «Пардес» в Єрусалимі і закінчив єрусалимську релігійно-сіоністську школу імені Гіммельфарба. В юності також був членом релігійної скаутської групи «Масуот», брав участь у поїздці делегації групи до США.

### Військова кар'єра
У 1985 році Га-Леві був призваний на службу до Армії оборони Ізраїлю, розпочав службу в загоні «Нахаль» в кібуці на півночі Ізраїлю, а потім перейшов до батальйону «Петен» (дослівно — «Нахаль, що десантується») бригади «Цанханім», де пройшов шлях від бійця, командира відділення та командира взводу до завідувача оперативної частини (івр. קמב"ץ) батальйону та командира роти у батальйоні.

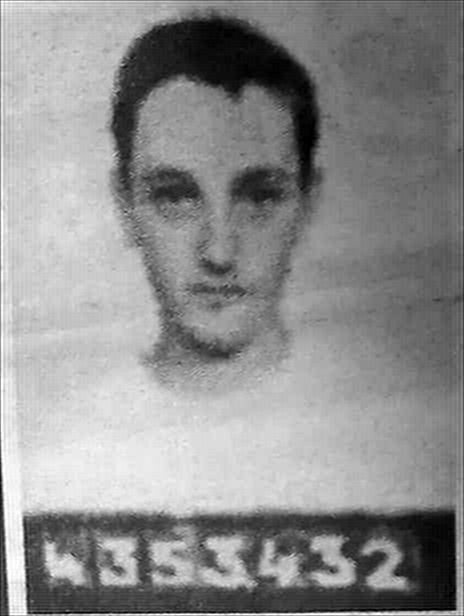
Світлина Га-Леві під час призову до армії в 1985 році

У 1992 році Герці Га-Леві очолив бригадну протитанкову роту (івр. פלוגת עורב); на цій посаді, окрім іншого, командував форпостом «Рейхан», найпівнічнішим форпостом ізраїльської армії в південному Лівані, і брав участь у бойових операціях у південному Лівані.
У 1993 році Га-Леві перейшов на службу до спеціального підрозділу Управління воєнної розвідки «Саєрет Маткаль», де обійняв посаду командира тренувальної роти, а потім, після відпустки в ході якої навчався в університеті в 1996 році, був підвищений до заступника командира підрозділу. Брав участь у низці операцій, у тому числі в операції «Отрутне жало» 21 травня 1994 року з викрадення з Лівану одного з лідерів організації «Амаль» Мустафи Дірані та невдалої операції 14 жовтня 1994 року зі звільнення викраденого палестинськими бойовиками солдата Нахшона.
7 березня 2001 був підвищений у званні до підполковника і очолив підрозділ «Саєрет Маткаль». Обіймав цю посаду до 2004 року, після чого був підвищений у званні до полковника і виїхав на навчання до США. Після повернення з навчання у 2005 році був призначений командиром територіальної бригади «Менаше» (івр. חטמ"ר מנשה), відповідальної за північну частину Самарії в межах Західного берега річки Йордан, включаючи місто Джанін, обіймав цю посаду з 11 вересня 2005 по 12 червня 2007 року.

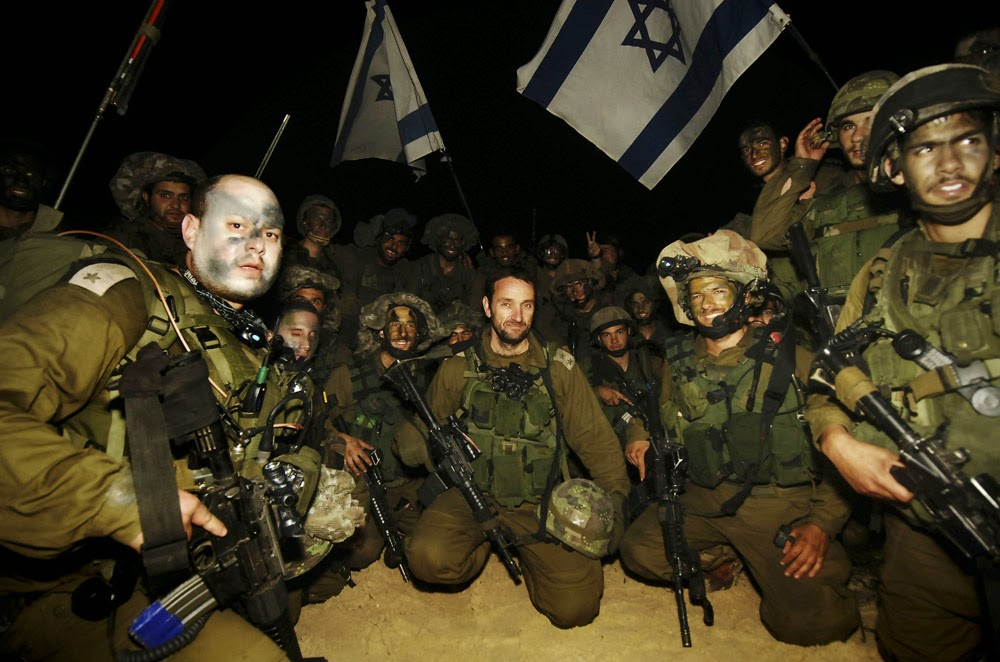
Герці Га-Леві (у центрі) під час операції «Литий свинець» (2009)

З 22 серпня 2007 по 20 серпня 2009 року Га-Леві командував бригадою «Цанханім». Під командуванням Га-Леві бригада була укріплена бронетанковим батальйоном «Саар» бригади «Барак», взяла участь у військових діях у північній частині сектора Газа в ході операції «Литий свинець».
У вересні 2009 року був підвищений у званні до бригадного генерала та очолив Відділ оперативного управління (івр. חטיבת ההפעלה המבצעית) Управління розвідки Генштабу армії. Обіймав цю посаду до 11 жовтня 2011 року.
6 листопада 2011 року Га-Леві заступив на посаду командира територіальної дивізії «Ха-Галіль». У грудні 2012 року дивізія під командуванням Герці Га-Леві була удостоєна відзнаки Начальника Генштабу за введення новаторських процесів обміну оперативною інформацією між частинами дивізії.
Наприкінці 2012 року повідомлялося, що прем'єр-міністр Ізраїлю Беньямін Нетаньягу обрав кандидатуру саме Га-Леві на посаду Військового секретаря прем'єр-міністра, проте Начальник Генштабу армії генерал-лейтенант Бені Ґанц не схвалив це призначення внаслідок раніше прийнятого рішення призначити Га-Леві на посаду командира Командно-штабного коледжу армії. Обіймав посаду командира дивізії до 28 листопада 2013 року.
У 2014 році Га-Леві очолив Міжвійськовий коледж польового та штабного командного складу армії. У цей період діяв також у складі групи з втілення рекомендацій Комісії Тіркеля, державної комісії з розслідування обставин захоплення ізраїльським ВМФ турецького судна «Маві Мармара» у 2010 році.
25 квітня 2014 року було опубліковано рішення Начальника Генштабу генерал-лейтенанта Бені Ґанца та міністра оборони Моше Яалона призначити Га-Леві керівником Управління розвідки Генштабу армії. 18 вересня 2014 року Га-Леві було присвоєно військове звання генерал-майора, а 22 вересня 2014 року він обійняв посаду керівника Управління воєнної розвідки Генерального штабу армії, змінивши на посаді генерал-майора Авіва Кохаві.
Серед завдань, що виконував Га-Леві на чолі Управління розвідки, одне з найважливіших — протистояння загрозі ядерної програми Ірану, загрозам, пов'язаним із Громадянською війною в Сирії та діяльністю терористичної організації «ІДІЛ», а також іншим регіональним загрозам, чому Армія оборони Ізраїлю також завдавала ударів по цілях противника за межами Ізраїлю в рамках діяльності, що отримала в ізраїльській військовій термінології найменування «Кампанія між війнами». Також значну увагу Управління розвідки займала боротьба з палестинським тероризмом, включаючи протистояння хвилі терактів, що характеризувалась одиночними атаками палестинських терористів, та загрозам із сектора Гази. У період командування Управлінням розвідки Га-Леві вдалося запобігти плану зі скорочення «Підрозділу 8200», що входить до складу Управління, для передачі сфер його діяльності з ведення операцій у кіберпросторі до запланованого Управління кібернетичної оборони.

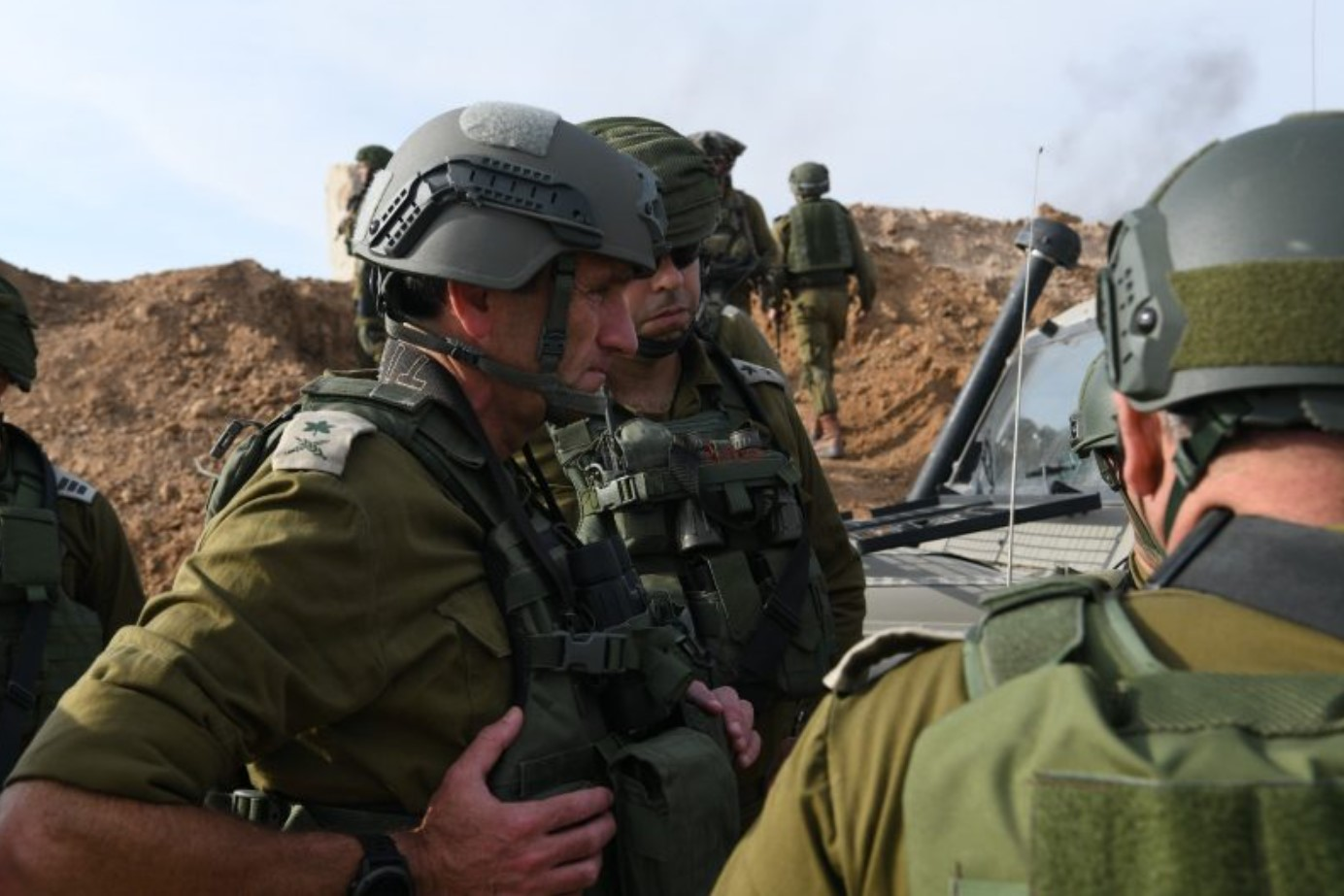
Герці Га-Леві на кордоні сектора Газа в 2018 році

Як глава Управління розвідки Га-Леві також запровадив процедури для покращення доступності розвідданих для підрозділів Армії оборони Ізраїлю за межами Управління розвідки, а також зміцнив співпрацю між Управлінням розвідки, Спільною службою безпеки Шабак та службою зовнішньої розвідки Моссад окрім іншого, завдяки висновку меморандуму про взаєморозуміння між Управлінням розвідки та «Шабаком», який вирішив колишні чвари між організаціями з питань обміну розвідданими та розподілу ресурсів.
Га-Леві обіймав посаду керівника Управління розвідки до 28 березня 2018 року, після чого передав командування Управлінням генерал-майору Тамиру Хайману. 6 червня 2018 року перейшов на посаду Командувача Південного військового округу, змінивши на посаді генерал-майора Еяля Заміра.
Період Га-Леві на чолі Південного військового округу був охарактеризований відносним затишшям у секторі Гази за винятком періоду ескалації мінометних обстрілів території Ізраїлю з сектора Гази у березні 2019 року та періоду операції «Чорний пояс» у листопаді 2019 року, розпочатої ліквідацією одного з польових командирів «Ісламського джихаду в Палестині» у секторі Гази, Бахі Абу-аль-Ата, та продовженої атаками за місцями обстрілів й інших цілей у секторі Газа.
У період перебування Га-Леві на посаді Командуючого округом продовжувалися розпочаті вже навесні 2018 року зіткнення, що перетворилися на щотижневу рутину на кордоні Ізраїлю з сектором Гази, організованими рухом «Хамас» масовими маніфестаціями палестинців вздовж кордону сектора Гази, а також з підпалами прикордонних територій запущеними через кордон сектора повітряними зміями та кульками з вибуховими та легкозаймистими речовинами. Га-Леві часто особисто був присутній на кордоні з сектором Гази під час щотижневих маніфестацій для координації дій війська та безпосередньої перевірки інформації про жертви з палестинської сторони.

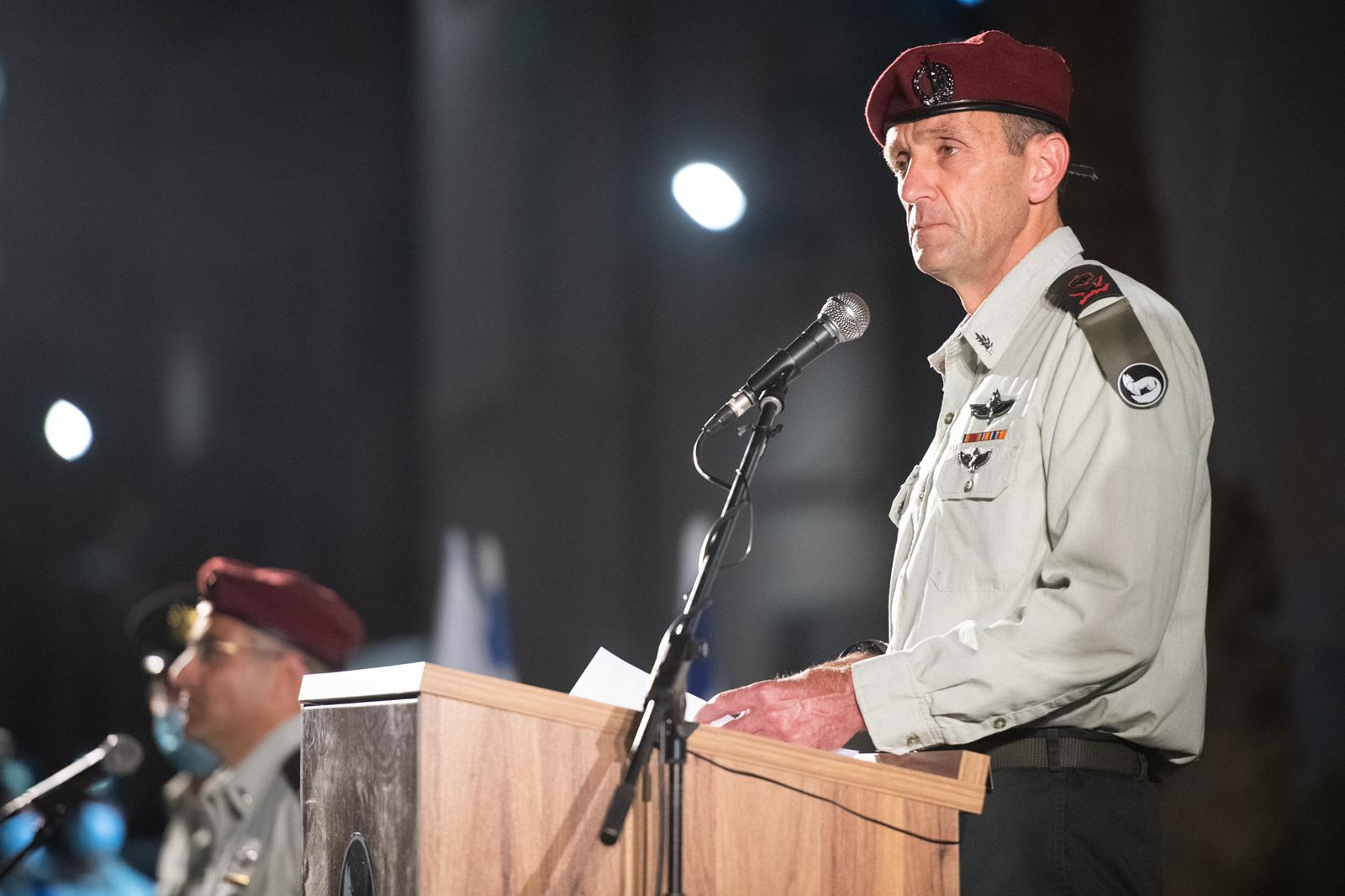
Генерал-майор Герці Га-Леві у 2021 році

Загалом, Герці Га-Леві дотримувався політики диференціації між організацією Хамас, що контролює сектор Гази, та іншими терористичними угрупованнями в секторі Гази, воліючи уникати по можливості конфронтації з Хамасом. Крім іншого, Га-Леві взяв участь в поїздці ізраїльської делегації до Катару для обговорення шляхів покращення гуманітарної ситуації в секторі Гази, а також налагоджування оборонної співпраці з єгипетськими колегами.
16 листопада 2020 року було опубліковано рішення міністра оборони Бені Ґанца призначити Герці Га-Леві заступником Начальника Генерального штабу Армії оборони Ізраїлю на підставі рекомендації Начальника Генштабу, генерал-лейтенанта Авіва Кохаві. 21 березня 2021 року Га-Леві передав посаду Командуючого округом генерал-майору Еліезеру Толедано, а 11 липня 2021 року обійняв посаду заступника Начальника Генштабу, змінивши генерал-майора Еяля Заміра.
17 липня 2022 року міністр оборони Бені Ґанц повідомив про рішення включити до остаточного списку кандидатів на посаду Начальника Генштабу Га-Леві та генерал-майора Еяля Заміра. 4 вересня 2022 року Ґанц оголосив про рішення призначити Га-Леві на посаду Начальника Генштабу після закінчення терміну служби Кохаві на посаді. Призначення було затверджено урядом 23 жовтня 2022 року.
16 січня 2023 року Герці Га-Леві було присвоєно військове звання генерал-лейтентанта (рав-алуф), і він обійняв посаду Начальника Генштабу (ЦАХАЛу).

### Навчання та особисте життя
За час військової служби Герці Га-Леві здобув освітній ступінь бакалавра Єврейського університету в Єрусалимі (в галузі філософії та ділового адміністрування), а потім і ступінь магістра (в галузі управління національними ресурсами) Університету національної безпеки у Вашингтоні, США.
Одружений з Шарон Га-Леві. У шлюбі народилося чотири дитини.
Старший син Герці Га-Леві, Каліль, займається плаванням на довгі дистанції та плаванням у відкритій воді. Донька Лія закінчила навчання в мехіні Ейн-Прат та служить в Управлінні воєнної розвідки Генштабу, а молодші сини, Ітай та Йоав, навчаються в загальноосвітній школі.
Родина мешкає у поселенні Кфар-ха-Оранім на Західному березі річки Йордан.
Незважаючи на те, що Га-Леві, який отримав релігійне виховання, перестав носити ярмулку, він вважає себе релігійним і відвідує по суботах синагогу, а під час ранкових пробіжок прослуховує у навушниках уроки Тори та лекції рабинів.

## Публікації
- אלוף הרצי הלוי, סא"ל א', רס"ן י' עליונות מודיעינית בעידן דיגיטלי מו нерал-майор Герці Га-Леві, підполковник А., майор Й., " Розвідувальна перевага в дигітальну епоху «, „Маарахот“ № 477 (1.4.18)) (Архівна копія від 18 вересня 2022 року)(івр.)
- הרצי הלוי הגנה רב־ממדית בין הקטבים 30-28 , אוקטובר (Герці Га-Леві, „Многосферная оборона“, „Бейн ха-Ктавим“ № 28-30 (жовтень 2020 року)) (Архівна копія від 18 вересня 2022 року)(івр.)
- הרמטכ»ל הרצי הלוי ולו ליום מקודש אחד: טור הרמטכ"ל לכבוד יום הזוכ Начальник Генштабу Герці Га-Леві, «Хоч би на цей єдиний священний день»: колонка Начальника Генштабу на честь Дня пам'яті «, „Аруц 7“ (23 квітня 2023 року)) (Архівна копія від 23 квітня 2023 року)(івр.)